# Putian
Putian er en kinesisk by på præfekturniveau i provinsen Fujian ved Kinas kyst mod Taiwanstrædet og det Sydkinesiske hav. Befolkningen anslås (2004) til 3 millioner mennesker, hvoraf 372.000 i selve byen.
Putian er i kinesisk mytologi fødestedet for den himmelske kejserinde (Matsu).
Byen er blandt andet kendt for sin skoproduktion. Den er blevet en eksportbase for sko og for andre Fujia-produserede varer som elektronik, tøj, frugt, grønsager, maskineri og elektriske varer

## Administration
Bypræfekturet administrerer fire distrikter og et amt.
- Chengxiang distrikt (城厢区)
- Hanjiang distrikt (涵江区)
- Licheng distrikt (荔城区)
- Xiuyu distrikt (秀屿区)
- Xianyou amt (仙游县)